# The Rocky Road to Poland
«The Rocky Road to Poland» (с англ. — «Непростая дорога в Польшу») — песня, записанная в преддверии чемпионата Европы по футболу 2012 года, проходившего в Польше и на Украине, в поддержку сборной Ирландии. Издана лейблом EMI Music Ireland, доступна в Интернете для скачивания с 4 мая 2012 года. Впервые песню исполнили 11 мая 2012 года в программе «The Late Late Show», также она появилась в программе «Soccer AM». Исполнители песни — Дэмьен Дэмпси, Ниалл Бреслин, группы The Dubliners и The Coronas и Сборная Ирландии по футболу.
Это был последний сингл, записанный группой The Dubliners и лично её лидером Барни Маккенной. Песня является адаптацией ирландской народной песни «Rocky Road to Dublin».

## Места в хит-парадах
10 мая 2012 года «The Rocky Road to Poland» заняла 1-е место в Irish Singles Chart, опередив поп-группу Jedward. Средства, полученные от релиза песни, были переданы фонду Джона Гилза и Ирландскому онкологическому обществу.
| Чарт            | Высшее место |
| --------------- | ------------ |
| Ирландия (IRMA) | 1            |

## Выпуск
| Регион   | Дата        | Формат           | Лейбл             |
| -------- | ----------- | ---------------- | ----------------- |
| Ирландия | май 4, 2012 | Digital download | Emi Music Ireland |